# عقد 1560
عقد 1560 هو عقد امتد بين 1 يناير 1560 و31 ديسمبر 1569 بحسب التقويم الميلادي. سبقه عقد 1550 ولحقه عقد 1570.

## أحداث
- تمرد الشمال (1569)
- معاهدة أدرنة (1568)
- قرار مجلس الأمن التابع للأمم المتحدة رقم 1564 (1564)

## مواليد
- غاسبار بوهان (1560)
- المير داماد (1561)
- جاكوبو بيري (1561)
- أنيبيل كاراتشي (1560)
- جاكوب أرمينيوس (1560)
- سانتوريو سانتوري (1561)
- وليم بدول (1561)
- لويس دي جونجورا (1561)
- كريستيان الأول، ناخب ساكسونيا (1560)
- إليزابيث باثوري (1560)
- إدوارد رايت (1561)

## وفيات
- فيليب ملانكتون (1560)
- أوزديمير باشا (1561)
- جورج كافنديش (1562)
- ماري من غيس (1560)
- شاهزاده بايزيد (1561)
- جواشان دو بيليه (1560)
- رستم باشا (1561)

## كتب
- Yves Denis Papin (1998). Chronologie de l'histoire ancienne. Lieu de publication non identifié: Éditions Jean-paul Gisserot. ISBN:2-87747-346-5. OCLC:40746926. مؤرشف من الأصل في 2022-03-16.
- موسوعة حضارة العالم (2002) لأحمد محمد عوف.

## روابط خارجية
- تصفح سنة بسنة عقد 1560 على موقع onthisday.com
- تصفح سنة بسنة عقد 1560 ابتداءً من سنة عقد 1560 على موقع المكتبة الوطنية الفرنسية